# 867. grenadirski polk (Wehrmacht)
867. grenadirski polk (izvirno nemško 867. Grenadier-Regiment; kratica 867. GR) je bil pehotni polk Heera v času druge svetovne vojne.

## Zgodovina
Polk je bil ustanovljen 1. maja 1943 iz delov 157. rezervne divizije za potrebe 355. pehotne divizije.
28. avgusta 1943 je bil polk razpuščen in 9. septembra ponovno ustanovljen.